# Méat nasal
Les méats nasaux sont trois cavités de la paroi latérale de la cavité nasale : le méat nasal supérieur, le méat nasal moyen et le méat nasal inférieur. Ces trois méats nasaux s'ouvrent en arrière sur le méat naso-pharyngien qui les relie au pharynx.

La partie située entre les faces médiales des cornets nasaux et le septum nasal forme le méat nasal commun.

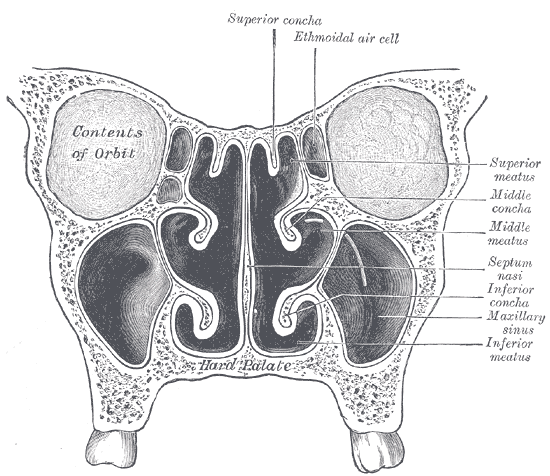
Coupe coronale de la cavité nasale

## Structure

### Méat nasal supérieur
Le méat nasal supérieur est court et le plus petit des trois.
C'est une cavité étroite située obliquement entre médialement le cornet nasal supérieur et latéralement la paroi latérale de la cavité nasale sur laquelle s'ouvrent deux ou trois cellules du sinus ethmoïdal.
Immédiatement à l'arrière du méat nasal supérieur s'ouvre le foramen sphénopalatin.
Ce méat est séparé du récessus sphéno-ethmoïdal, dans lequel s'ouvre le sinus sphénoïdal, par le cornet nasal supérieur.

### Méat nasal moyen
Le méat nasal moyen est la cavité située entre la face latérale concave du cornet nasal moyen et la paroi latérale de la cavité nasale au-dessus du cornet nasal inférieur.
A son niveau la paroi de la cavité nasale présente plusieurs reliefs :
- l'agger nasi,
- le processus unciforme de l'os ethmoïde,
- la gouttière unciformienne,
- le hiatus semi-lunaire,
- la bulle ethmoïdale.

Il s'y ouvre également plusieurs orifices provenant de cellules du sinus ethmoïdal et l'ouverture du sinus maxillaire sous le processus unciforme.

### Méat nasal inférieur
Le méat nasal nférieur est le plus grand des trois. C'est la cavité comprise  entre la face latérale concave du cornet nasal inférieur et la paroi latérale de la cavité nasale.
L'orifice inférieur du canal naso-lacrymal y débouche à 1 cm à l'arrière de son extrémité antérieure.